# She's Lost Control
She's Lost Control è un brano musicale del gruppo post-punk britannico Joy Division pubblicato, nel 1979, all'interno dell'album Unknown Pleasures.

## Il brano
La canzone fu eseguita dal vivo dalla band per la prima volta nel giugno 1978 e il testo della stessa trasse ispirazione dalla storia di una giovane donna morta a causa di un forte attacco epilettico.
Sono state pubblicate due versioni separate della canzone: la versione inclusa in Unknown Pleasures, ed un'altra versione estesa, maggiormente elettronica, pubblicata su singolo a 12" nel 1980. La versione su singolo include una strofa aggiuntiva non presente nella versione sull'album, e venne registrata nel marzo 1980 presso gli Strawberry Studios di Stockport, in quella che sarebbe stata una delle ultime sessioni di registrazione in studio della band prima del suicidio del cantante Ian Curtis. Negli Stati Uniti She's Lost Control apparve come lato A (con Atmosphere sul lato B), mentre invece in Gran Bretagna i lati furono invertiti.

### Testo
Per il testo di She's Lost Control, Curtis trasse ispirazione principalmente da una giovane donna che aveva conosciuto attraverso il suo impiego come assistente ufficiale per il reinsediamento di persone con disabilità presso un centro di riabilitazione professionale a Macclesfield, tra il 1978 e il 1979. La ragazza era malata di epilessia e faticava a trovare lavoro, inoltre soffriva di convulsioni ogni volta che veniva ai colloqui, cosa che turbava molto Curtis, che soffriva anch'egli di epilessia. Ad un certo punto, questa giovane donna smise di frequentare i suoi appuntamenti presso il centro di riabilitazione professionale. Inizialmente, Curtis pensò che avesse trovato lavoro, ma in seguito scoprì che la ragazza era deceduta a causa di un forte attacco epilettico. Curtis raccontò a sua moglie che la ragazza era soffocata nel sonno per colpa della malattia. Di conseguenza, una delle più grandi paure di Ian Curtis era morire nel sonno a causa di un attacco epilettico. A causa di questa paura, lui e sua moglie stabilivano un rituale in base al quale, le sere successive a un concerto dei Joy Division in cui Curtis non aveva avuto un attacco epilettico, Ian si sedeva su una sedia e aspettava che si verificasse un attacco epilettico in presenza di sua moglie, in modo che ella potesse aiutarlo, prima che si addormentasse.
La morte inaspettata della donna e la successiva consapevolezza ed esperienza personale di Curtis dello stigma sociale sopportato da individui che soffrivano di disturbi neurologici, fornirono l'ispirazione lirica per la canzone.
Nel 2022 il manoscritto originale del testo della canzone è stato incluso nel British Pop Archive, presso la John Rylands Library di Manchester.

## Esecuzioni dal vivo
Alcune versioni dal vivo della canzone sono state incluse come tracce bonus nelle ristampe degli album dei Joy Division. In aggiunta, la raccolta The Best of Joy Division del 2008, include la versione registrata nel gennaio 1979 durante le Peel Sessions.

## Cover
She's Lost Control è stata reinterpretata da vari gruppi indie, tra i quali Girls Against Boys, Siobhan Fahey, Grace Jones e Spoek Mathambo. Il riff di chitarra di She's Lost Control è stato inoltre campionato nel 1993 dal gruppo inglese di musica elettronica 808 State per il loro singolo Contrique.

## Tracce singolo US
Lato A
1. She's Lost Control – 4:45

Lato B
1. Atmosphere – 4:10

## Formazione
- Ian Curtis - voce
- Bernard Sumner - chitarra
- Peter Hook - basso
- Stephen Morris - batteria